# آدوری
آدوری، روستایی از توابع بخش مرکزی شهرستان فاریاب در استان کرمان ایران است.

## جمعیت
این روستا در دهستان کلاشگرد قرار دارد و براساس سرشماری مرکز آمار ایران در سال ۱۳۸۵، جمعیت آن ۲۵۸ نفر (۵۲خانوار) بوده‌است.